# 皮丘利爾鎮區 (密蘇里州卡斯縣)
皮丘利爾鎮區（英語：Peculiar Township）是位於美國密蘇里州卡斯縣的一個行政鎮區。

## 地方資料
皮丘利爾鎮區的面積為93.78平方千米，當中陸地面積為93.30平方千米，而水域面積為0.48平方千米。根據2020年美國人口普查的數據，當地共有人口2754人，而人口密度為每平方千米29.37人。